# Kleinst-U-Boot

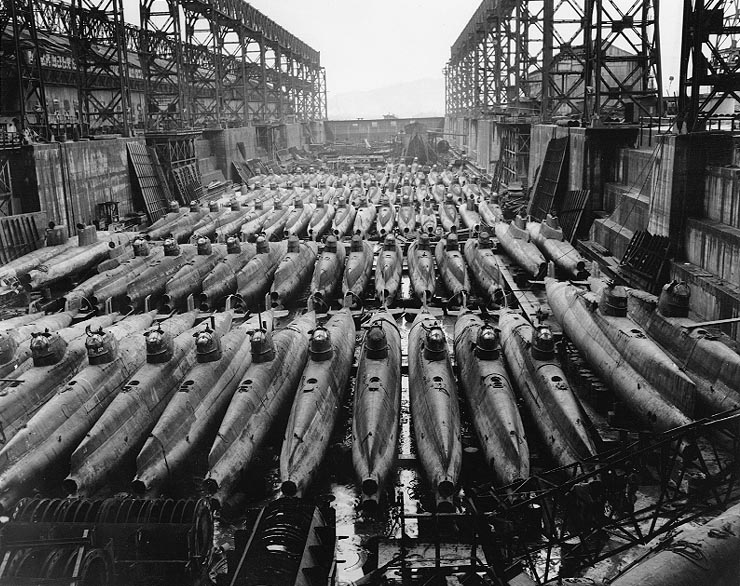
Klein-U-Boote vom Typ Kōryū im Trockendock in Kure, 1945

Der Begriff Kleinst-U-Boot bezeichnet einen militärischen Schiffstyp, der im Gegensatz zu üblichen Flotten-U-Booten sehr klein ist und mit geringer Seeausdauer, Besatzung und Bewaffnung nur Einsätze von taktischer Bedeutung oder in Küstennähe ausführen kann. Sie dienten hauptsächlich der Küstenverteidigung und Angriffen in Häfen oder Buchten. Staaten wie die Vereinigten Staaten, Frankreich oder die Sowjetunion hatten nur wenig Interesse an dieser Technologie und hatten nur Planstudien, Modelle oder einige wenige Prototypen.

## Allgemeine Geschichte

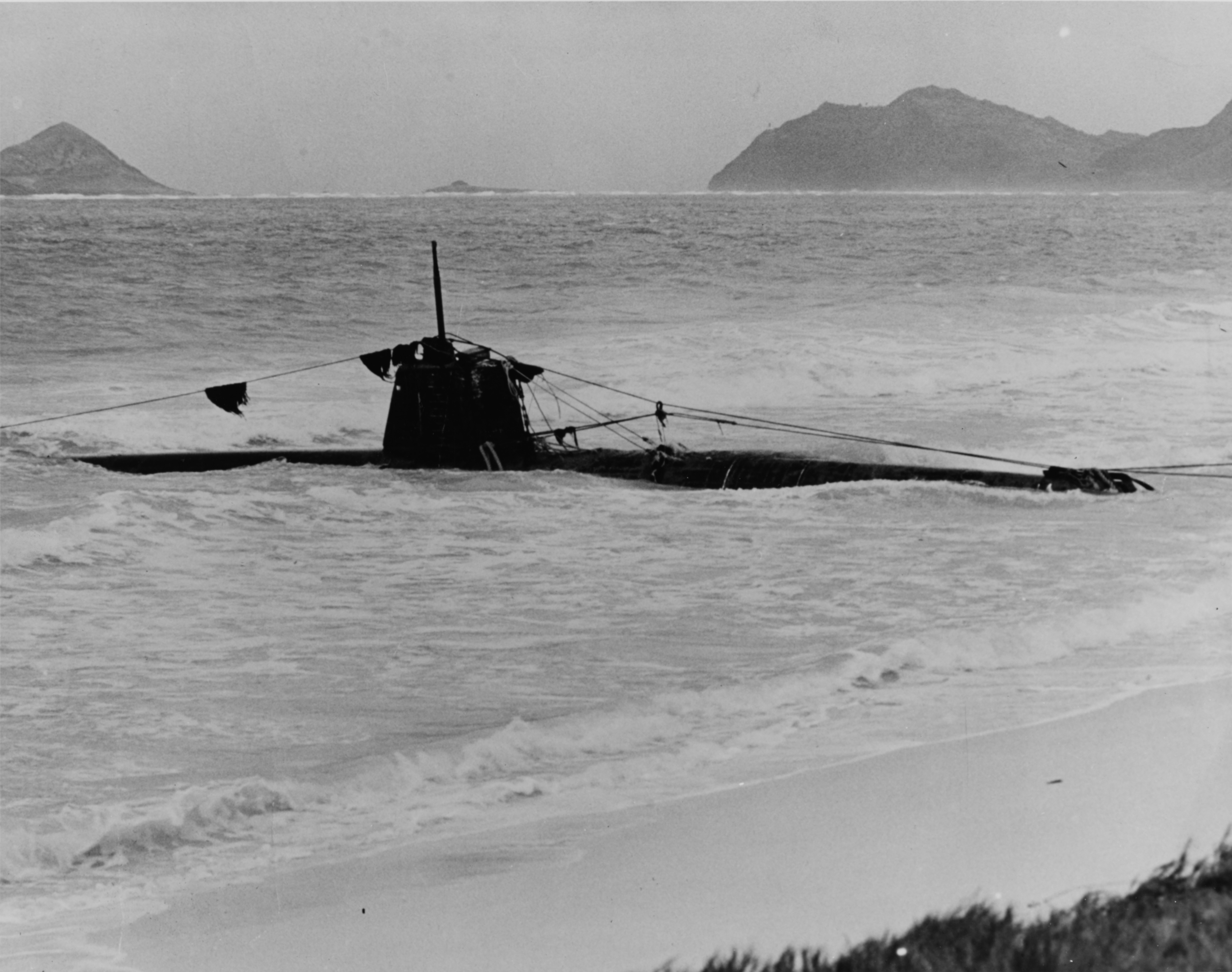
Japanisches Kleinst-U-Boot Ha-19 am Strand von Oahu, 1941

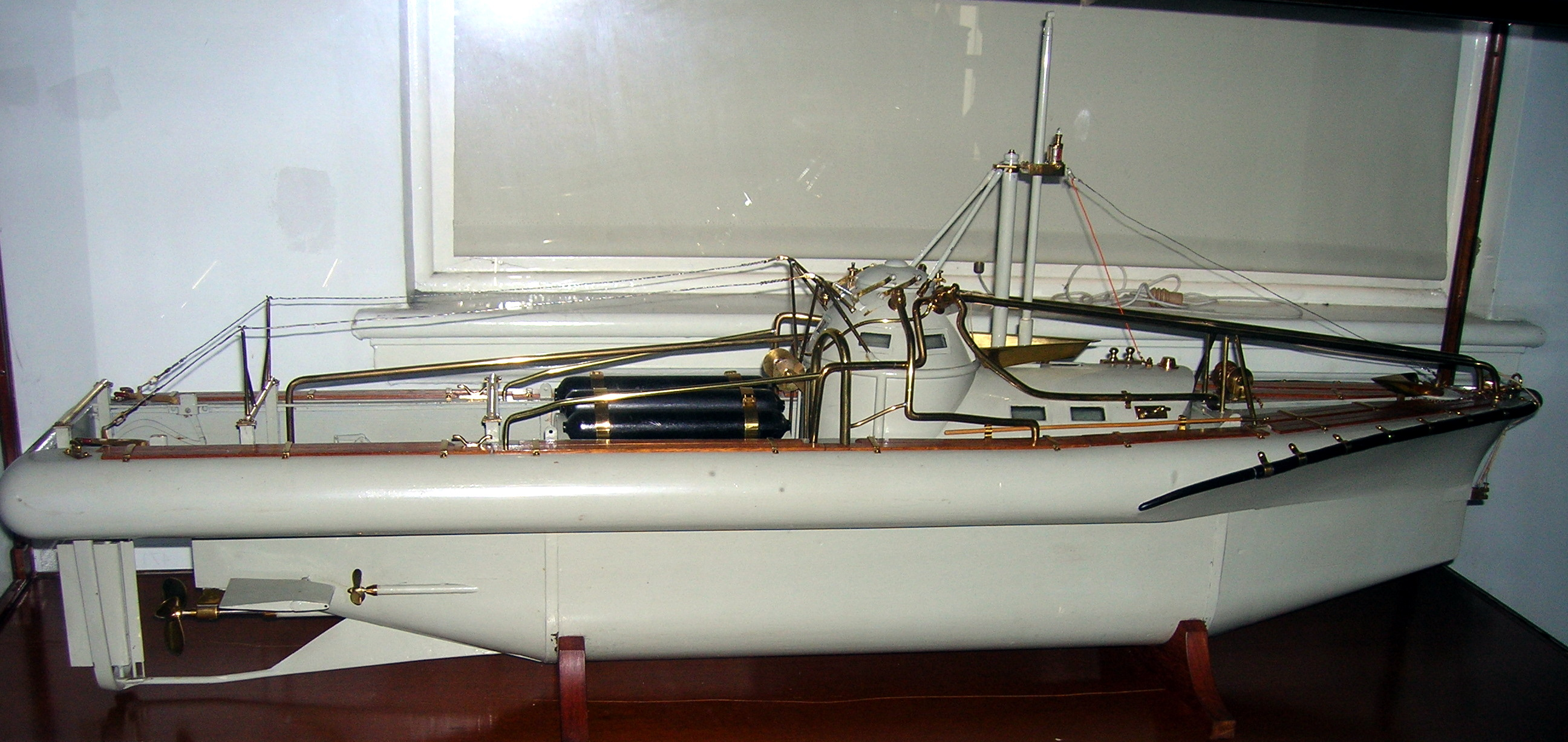
Modell eines britischen Klein-U-Bootes Welfreighter

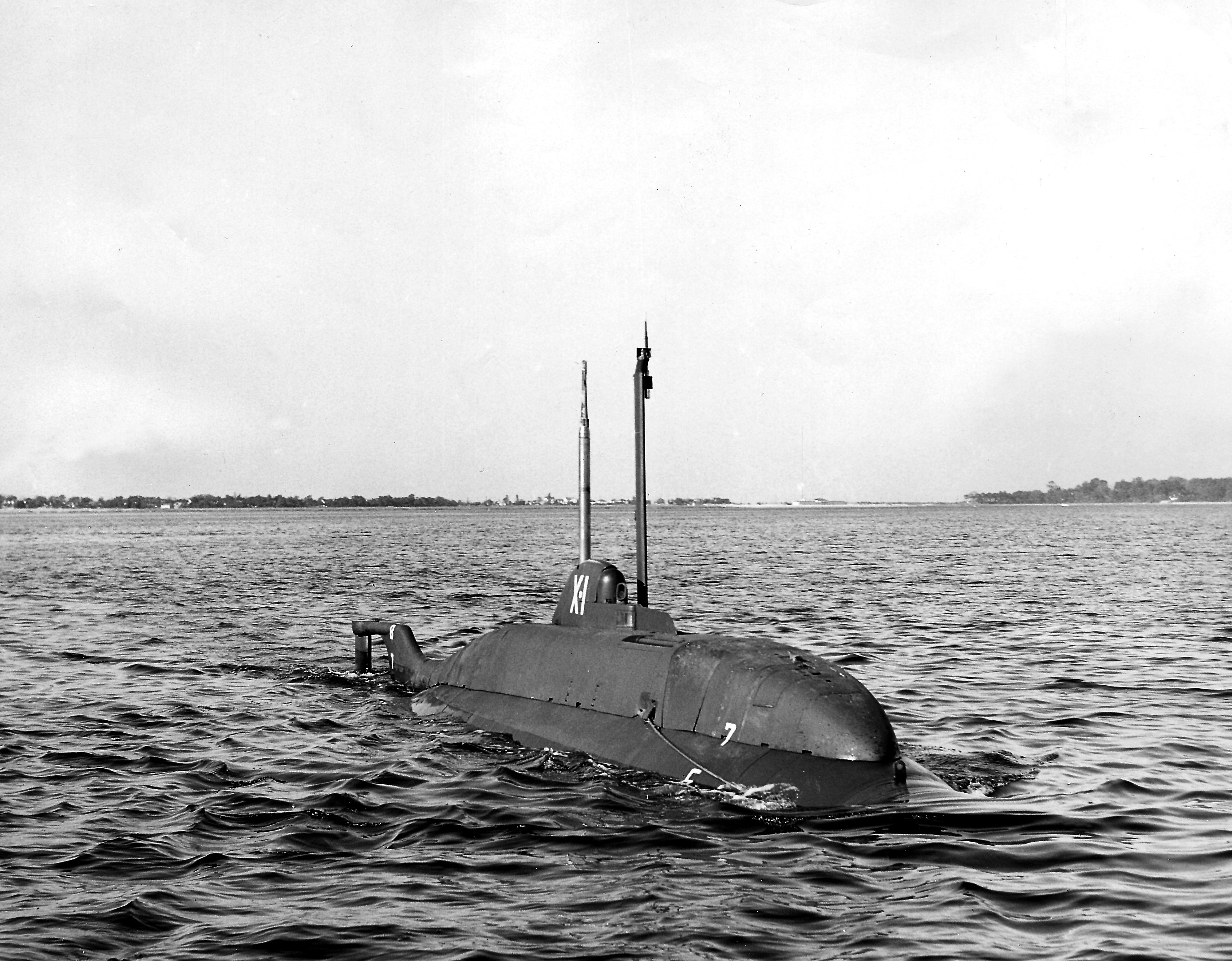
USS X-1 auf Probefahrt

Bereits die ersten militärisch genutzten U-Boote wie die amerikanischen Boote Turtle aus dem Unabhängigkeitskrieg oder die H. L. Hunley aus dem Sezessionskrieg zeigen in ihrer Einsatzart den typischen Aufgabenbereich eines Klein-U-Bootes, und zwar den aus nächster Nähe durchgeführten Angriff auf feindliche Schiffe mit Hilfe von Sprengladungen. Da allerdings in den Folgejahren die Entwicklung von U-Booten durch leistungsfähige Maschinenanlagen anstelle reiner Muskelkraft hin zu immer größeren Fahrzeugen ging, wurden die ursprünglichen Einsatzkonzepte und Taktiken verworfen. Am Anfang des 20. Jahrhunderts waren U-Boote große Schiffe, die wochenlang auf hoher See operieren und auf Patrouillen feindliche Schiffe aus der Entfernung mit Torpedos angreifen sollten.
Als Pionier in Bezug auf moderne Kleinst-U-Boote gilt die italienische Marine, die im Ersten Weltkrieg die so genannten Mignatta einsetzte. Dabei handelt es sich um modifizierte Torpedos, die statt eines Sprengkopfes einen Kampfschwimmer transportieren konnten, welcher dann mit diesem Gerät in feindliche Häfen eindringen und dort Sprengladungen an Schiffen platzieren konnte. Diese Art des Einsatzes setzte allerdings ein Mutterschiff voraus, welches den Kampfschwimmer und sein Mignatta ins Einsatzgebiet brachte. Zu den Erfolgen dieser Kampfschwimmer gehörte die Versenkung des k.u.k. Schlachtschiffes Viribus Unitis im Hafen von Pola am 1. November 1918. Die übrigen Mächte des Weltkrieges entwickelten keine derartigen Konzepte; lediglich die Kaiserliche Marine verwendete mit der Klasse UB einen in flachen Küstengewässern einsetzbaren kleinen U-Boottypen.
Im Zweiten Weltkrieg griff die italienische Marine erneut auf ihre Erfahrungen mit den maiali zurück und setzte ähnliche Fahrzeuge ein. Bei einem Angriff mit solchen Booten am 18. Dezember 1941 wurden im Hafen von Alexandria die Schlachtschiffe Queen Elizabeth und Valiant schwer beschädigt und sanken auf den Grund des Hafenbeckens. Weiterhin wurden auch Küsten-U-Boote im Mittelmeer und im Schwarzen Meer eingesetzt.
Ebenso verwendete Japan zahlreiche Klein-U-Boote unter der Tarnbezeichnung kō-hyōteki (甲標的, „Zielscheibe A“), die von größeren U-Booten transportiert wurden und mit Torpedos bewaffnet waren. Beim Angriff auf Pearl Harbor wurden jedoch alle fünf eingesetzten Boote versenkt. In einer weiteren bemerkenswerten Aktion attackierten die Kleinst-U-Boote im Juni 1942 den Hafen von Sydney, wo kleinere Schäden angerichtet wurden. Ferner wurde der Kaiten entwickelt, ein bemannter Torpedo für Selbstmordangriffe.
Größere Bekanntheit erlangten die Kleinst-U-Boote der Royal Navy, die unter den Bezeichnungen X-Klasse und Chariot (dt.: Streitwagen) bekannt waren. Im Oktober 1942 war mit Kampfschwimmern auf Chariot-Trägertorpedos ein Angriff auf den Trondheimsfjord geplant, um das deutsche Schlachtschiff Tirpitz anzugreifen (Operation Title), bei schlechtem Wetter gingen jedoch die im Schlepp eines Kutters mitgeführten Torpedos verloren, so dass der Angriff erfolglos abgebrochen wurde. Im September 1943 wurden schließlich im Rahmen der Operation Source vier Klein-U-Boote des Typs X von U-Booten vor die Küste Norwegens geschleppt, von wo aus sie an den Ankerplatz der Tirpitz im Altafjord vordrangen und insgesamt vier Tonnen schwere Sprengladungen unter dem Schiff deponierten. Zwar gingen alle vier Boote verloren und die Besatzungen teilweise in Gefangenschaft, aber die Sprengkörper detonierten und beschädigten das Schiff an seinem vermeintlich sicheren Liegeplatz. Im Pazifik wurden ab 1945 die Klein-U-Boote des modifizierten Typs XE eingesetzt; ihnen gelang unter anderem im Juli des Jahres die Beschädigung des Kreuzers Takao im Hafen von Singapur. Neben derartigen Einsätzen wurden mit diesen Booten Sondereinsätze wie das Zerschneiden unterseeischer Telefonkabel durchgeführt. Eine weitere britische Entwicklung, der Typ Welman, blieb jedoch erfolglos; vielmehr wurde ein 1944 in Bergen erbeutetes Exemplar als Vorbild für den deutschen Typ Biber genommen.
Nach dem Zweiten Weltkrieg sank das Interesse an Kleinst-U-Booten für Kommandoeinsätze wieder, da – wie sich am Beispiel der Tirpitz gezeigt hatte – gezielte Einsätze auch aus der Luft möglich waren. In Großbritannien entstand als Nachfolger für die X- und XE-Boote Mitte der 1950er Jahre die Stickleback-Klasse. Die United States Navy stellte 1954 mit der X-1 ihr bisher einziges Klein-U-Boot in Dienst, jedoch nur zu Erprobungszwecken für die Hafenverteidigung. Lediglich für flache Küstengewässer werden heute noch immer kleine U-Boote gebaut, unter anderem die U-Boot-Klasse 202 der deutschen Bundesmarine. Für die sowjetische Marine wurde mit der zweisitzigen Sirena sowie der Triton-1M und der dreisitzigen Triton-2 Kleinst-U-Boote entwickelt. Weiterhin betreiben auch Nordkorea („Yono“-Klasse) und der Iran („Ghadir“-Klasse) derartige Kleinkampfmittel. Zudem finden auch weiterhin torpedoartige Fahrzeuge Verwendung als Transportmittel für Kampfschwimmer.

## Deutsche Kriegsmarine

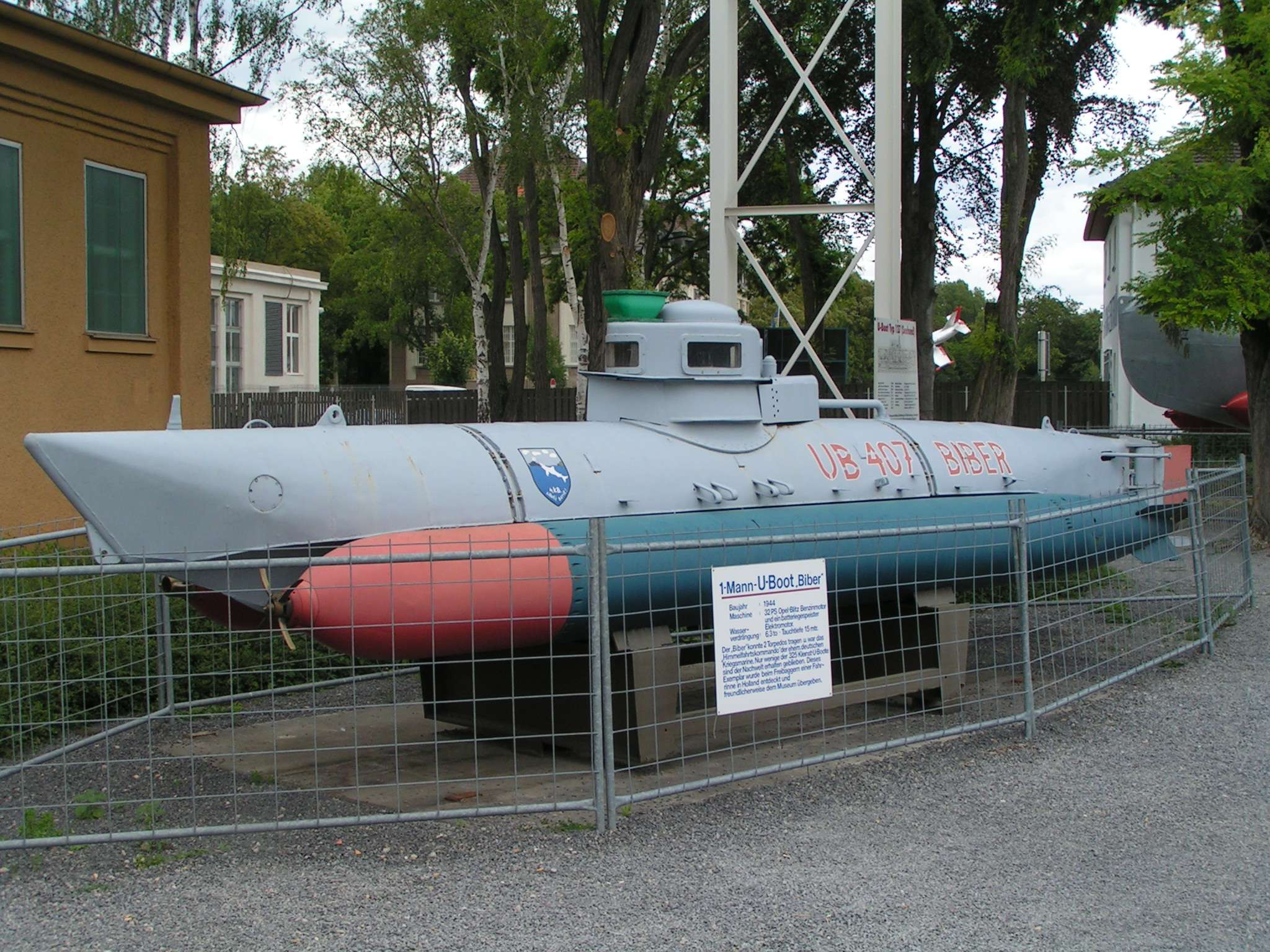
Kleinst-U-Boot Biber

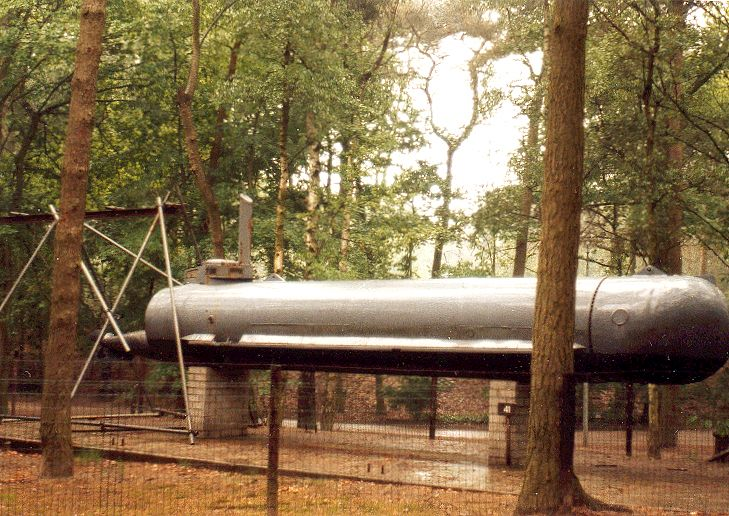
Klein-U-Boot Molch

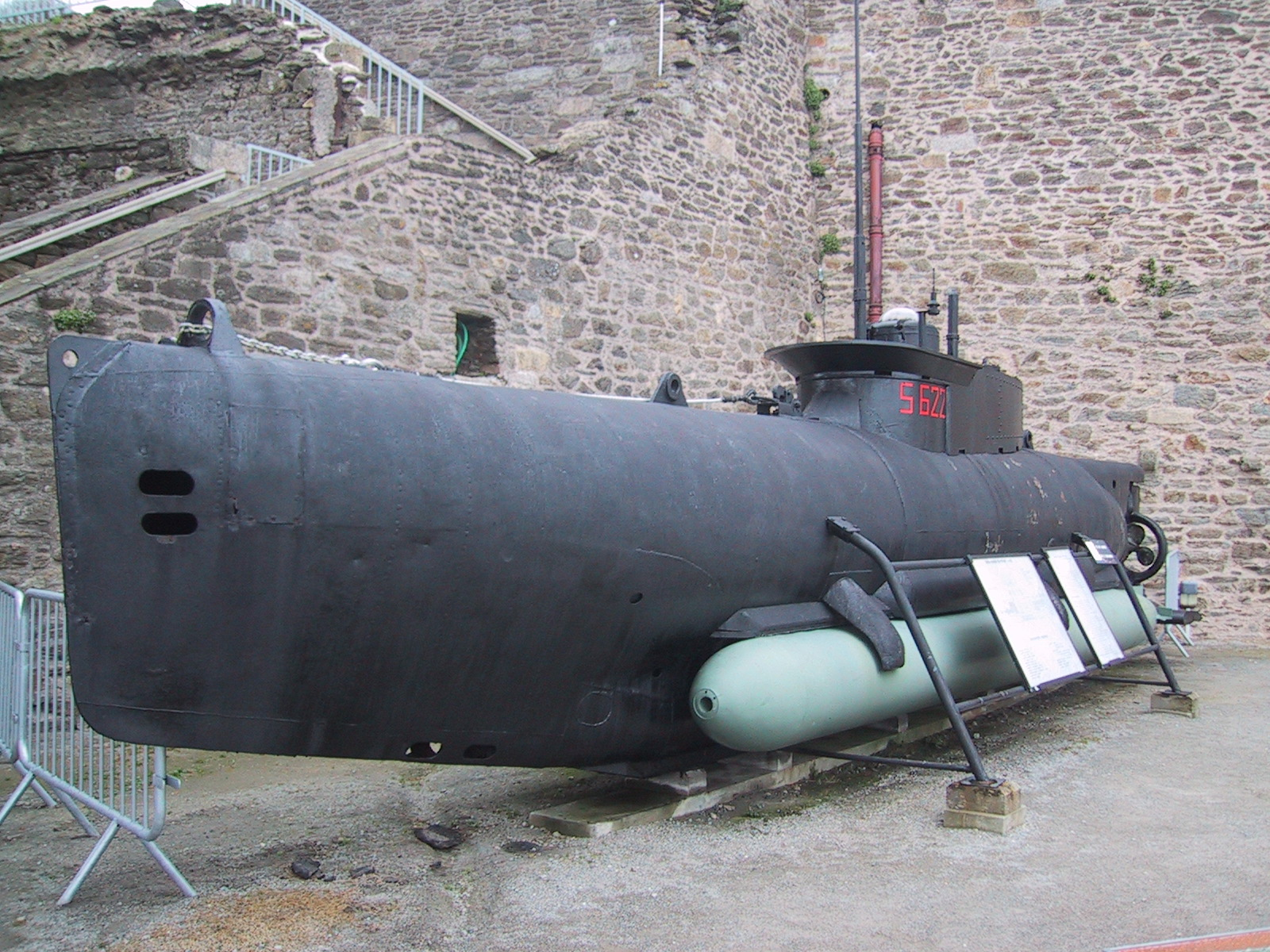
Klein-U-Boot Seehund

In Deutschland wurden gegen Ende des Zweiten Weltkrieges verschiedene Typen von Kleinst-U-Booten entwickelt, die Kommandoeinsätze durchführen sollten. Sie waren sogenannte Kleinkampfmittel, mit denen die deutsche Kriegsmarine in der Endphase des Krieges versuchte, dem Gegner noch Verluste zuzufügen. Organisiert wurden ihre Einsätze vom Kommando der Kleinkampfmittel.
Kleinst-U-Boote kamen somit einem von Menschenhand (teilweise war nur ein Mann nötig) gesteuerten Torpedo gleich und wurden hauptsächlich gegen wertvolle militärische Ziele in Küstennähe eingesetzt. Der „Neger“ genannte Einmanntorpedo bestand aus einem umgebauten Torpedo, der an der Unterseite einen Kampftorpedo trug.
Der Trägertorpedo besaß einen abgeänderten elektrischen Antrieb und, anstelle des Gefechtskopfes, Raum für den Steuernden. Abgedeckt war die Kabine mit einer zur Atemluftversorgung unten offenen Kuppel, so dass diese Konstruktion nicht tauchfähig war und sich somit wegen der Entdeckungsgefahr nur für den Nachteinsatz eignete. Zusätzlich war der Einsatzwert durch die geringe Geschwindigkeit von 3 bis 5 Knoten und den Einsatzradius (etwa 50 Seemeilen) äußerst eingeschränkt, dazu kam die spartanische Navigationsausrüstung. Außerdem war der Mann, der die Kuppel von innen nicht öffnen konnte, dadurch gefährdet, dass bei Wellengang Seewasser zur Batterie gelangen und sich Chlorgas bilden konnte.
Eine Maßnahme zur Abwehr der gegen die Invasionsflotte eingesetzten „Neger“, bestand darin, Treiböl auf der Wasseroberfläche zu verteilen, wodurch die Kuppeloberfläche verschmierte und die Besatzungen durch die eingeschränkte Sicht orientierungslos wurden. Oftmals wurden dann am folgenden Tag aufgespürte Einmanntorpedos von Patrouillenbooten unter Wasser gedrückt. Der Name „Neger“ stammte übrigens daher, dass ein für die Entwicklung Verantwortlicher der Marinebaurat Richard Mohr war, und man das Synonym seines Nachnamens als Bezeichnung wählte.
Nach einer tauchfähigen Variante namens Marder und den größeren Modellen Molch, Biber und Hecht, die allesamt noch aus Torpedoteilen gebaut wurden, wurde mit dem Seehund der erste eigenständige Entwurf für ein Klein-U-Boot umgesetzt. Im Gegensatz zu seinen Vorgängern war der „Seehund“ größer, seegängiger und konnte vom Treibstoffvorrat her tagelang operieren. Booten dieses Typs gelangen auch in den letzten Monaten des Krieges geringe Versenkungserfolge, denen allerdings immense Verluste durch Feindeinwirkung und Unfälle gegenüberstanden.
Weitergehende Entwicklungen der Kriegszeit sahen unter anderem bei den Typen Schwertwal und Delphin einen Antrieb durch eine außenluftunabhängige Walter-Turbine vor, was wesentlich höhere Fahrleistungen bedeutet hätte. Allerdings wurden bis Kriegsende nur Prototypen hergestellt.